# Amplificador CMOS
Els amplificadors CMOS (amplificadors electrònics complementaris de metall-òxid-semiconductor) són circuits analògics omnipresents utilitzats en ordinadors, sistemes d'àudio, telèfons intel·ligents, càmeres, sistemes de telecomunicacions, circuits biomèdics i molts altres sistemes. El seu rendiment afecta les especificacions generals dels sistemes. Prenen el seu nom de l'ús de MOSFET (transistors d'efecte de camp d'òxid metàl·lic-semiconductor) a diferència dels transistors d'unió bipolar (BJT). Els MOSFET són més senzills de fabricar i, per tant, menys costosos que els amplificadors BJT, encara que proporcionen una transconductància prou alta per permetre el disseny de circuits de molt alt rendiment. En els circuits amplificadors CMOS (metall-òxid-semiconductor complementaris) d'alt rendiment, els transistors no només s'utilitzen per amplificar el senyal, sinó que també s'utilitzen com a càrregues actives per aconseguir un guany i un swing de sortida més elevats en comparació amb les càrregues resistives.
La tecnologia CMOS es va introduir principalment per al disseny de circuits digitals. En les últimes dècades, per millorar la velocitat, el consum d'energia, l'àrea necessària i altres aspectes dels circuits integrats digitals (CI), la mida de les característiques dels transistors MOSFET s'ha reduït (la longitud mínima del canal dels transistors es redueix en les noves tecnologies CMOS). Aquest fenomen predit per Gordon Moore l'any 1975, que s'anomena llei de Moore, i afirma que en aproximadament cada 2 anys, el nombre de transistors es duplica per a la mateixa àrea de silici dels circuits integrats. El progrés en el disseny de circuits de memòria és un exemple interessant per veure com l'avenç del procés ha afectat la mida requerida i el seu rendiment en les últimes dècades. El 1956, una unitat de disc dur (HDD) de 5 MB pesava més d'una tona, mentre que aquests dies és molt comú tenir 50.000 vegades més capacitat amb un pes de diverses desenes de grams.
Tot i que els circuits integrats digitals s'han beneficiat de la reducció de la mida de les característiques, els amplificadors CMOS analògics no han obtingut els avantatges corresponents a causa de les limitacions intrínseques d'un disseny analògic, com ara la reducció del guany intrínsec dels transistors de canal curt, que afecta el guany global de l'amplificador. Les noves tècniques que aconsegueixen un guany més alt també creen nous problemes, com l'estabilitat de l'amplificador per a aplicacions de bucle tancat. A continuació s'aborda ambdós aspectes i es resumeixen diferents mètodes per superar aquests problemes.

## Reducció intrínseca del guany en les tecnologies CMOS modernes
El guany màxim d'un transistor MOSFET s'anomena guany intrínsec i és igual a
{\displaystyle Av_{\text{int}}=g_{m}r_{o},}
on {\displaystyle g_{m}} és la transconductància, i {\displaystyle r_{o}} és la resistència de sortida del transistor. Com a aproximació de primer ordre, {\displaystyle r_{o}} és directament proporcional a la longitud del canal dels transistors. En un amplificador d'una sola etapa, es pot augmentar la longitud del canal per obtenir una resistència de sortida i un guany més alts, però això també augmenta la capacitat paràsita dels transistors, la qual cosa limita l'amplada de banda de l'amplificador. La longitud del canal del transistor és més petita en les tecnologies CMOS modernes, la qual cosa fa que assolir un gran guany en amplificadors d'una sola etapa sigui molt difícil. Per aconseguir un gran guany, la literatura ha suggerit moltes tècniques. Les seccions següents examinen diferents topologies d'amplificadors i les seves característiques.

## Amplificadors d'una sola etapa
Els amplificadors d'una sola etapa més comuns són telescòpics, cascode plegat (FC) o FC de reciclatge (RFC). Totes aquestes estructures utilitzen transistors com a càrregues actives per proporcionar una major resistència de sortida (= guany més alt) i swing de sortida. Un amplificador telescòpic proporciona un guany més gran (a causa de la resistència de sortida més alta) i una amplada de banda més gran (a causa del pol no dominant més petit al node cascode). En canvi, té un swing de sortida limitat i dificultat en la implementació del buffer de guany d'unitat. Tot i que el FC té un guany i una amplada de banda més baixos, pot proporcionar un swing de sortida més alt, un avantatge important en les tecnologies CMOS modernes amb una tensió d'alimentació reduïda. A més, com que la tensió de CC dels nodes d'entrada i de sortida pot ser la mateixa, és més adequat per a la implementació del buffer de guany d'unitat. FC s'utilitza recentment per implementar integrador en una aplicació de sensor bio-nano. A més, es pot utilitzar com a escenari en amplificadors de diverses etapes. Com a exemple, FC s'utilitza com a etapa d'entrada d'un amplificador de dues etapes en el disseny d'un circuit potenciòstat, que és per mesurar activitats neuronals o detecció d'ADN. A més, es pot utilitzar per realitzar un amplificador de transimpedància (TIA). El TIA es pot utilitzar en biosensors amperomètrics per mesurar el corrent de cèl·lules o solucions per definir les característiques d'un dispositiu a prova En l'última dècada , els dissenyadors de circuits han proposat diferents versions modificades del circuit FC. RFC és una de les versions modificades de l'amplificador FC, que proporciona un guany més gran, una amplada de banda més gran i també una velocitat de variació més alta en comparació amb FC (per al mateix consum d'energia). Recentment, l'amplificador RFC s'ha utilitzat en la matriu de sensors híbrids CMOS-grafè per a la mesura de la dopamina en subsegons. S'utilitza com a amplificador de baix soroll per implementar integrador.

### Estabilitat

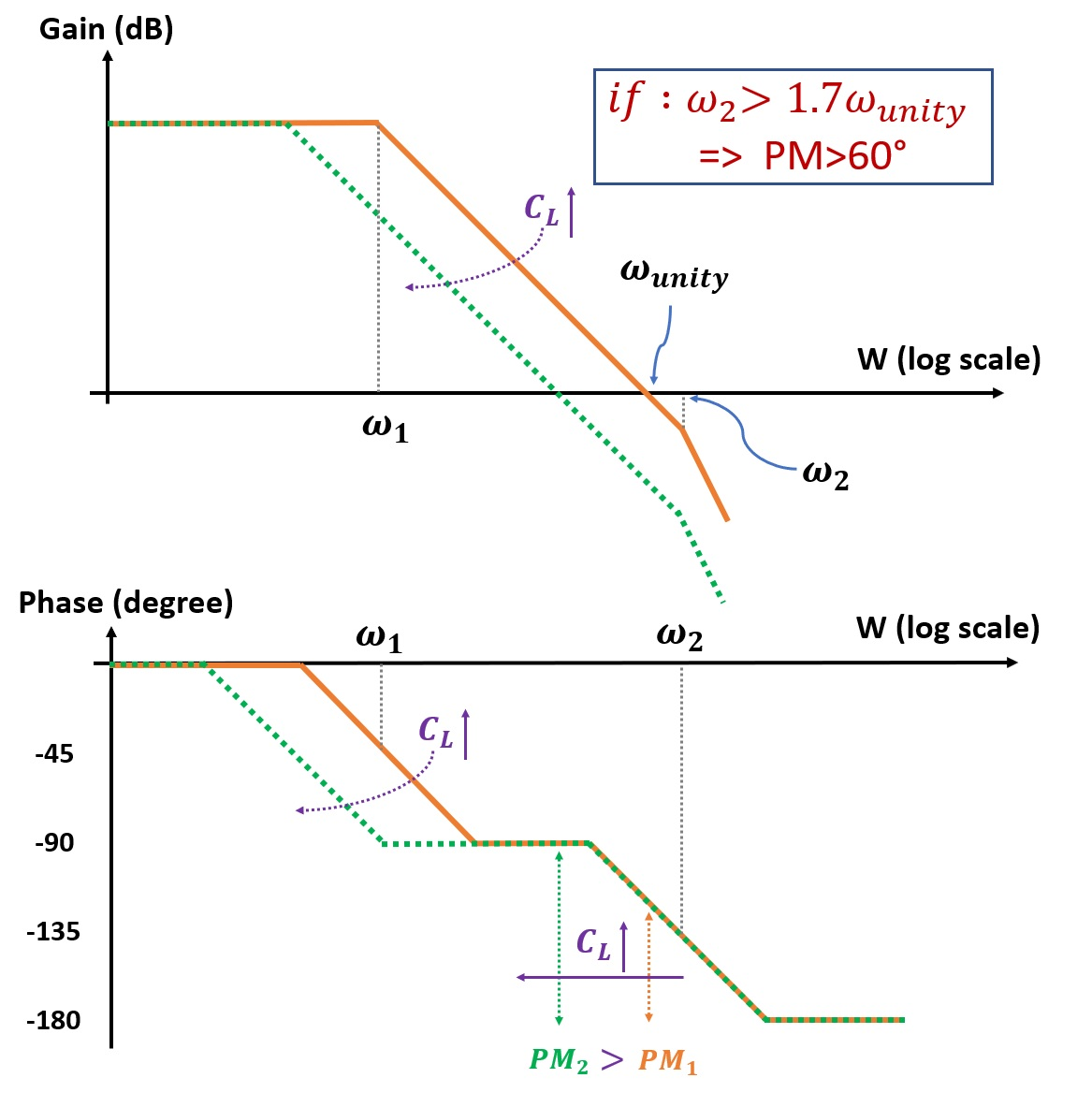
Resposta en freqüència d'un amplificador d'una sola etapa

En moltes aplicacions, un amplificador condueix un condensador com a càrrega. En algunes aplicacions, com els circuits de condensadors commutats, el valor de la càrrega capacitiva canvia en diferents cicles. Per tant, afecta la constant de temps del node de sortida i la resposta de freqüència de l'amplificador. És necessari un comportament estable de l'amplificador per a totes les possibles càrregues capacitives i el dissenyador ha de tenir en compte aquest problema durant el disseny del circuit. El dissenyador ha d'assegurar-se que el marge de fase (PM) del circuit és suficient per al pitjor dels casos. Per tenir un comportament adequat del circuit i una resposta temporal, els dissenyadors solen considerar un PM de 60 graus. Per a valors de PM més alts, el circuit és més estable, però triga més a que la tensió de sortida arribi al seu valor final. En els amplificadors telescòpics i FC, el pol dominant es troba als nodes de sortida. A més, hi ha un pol no dominant al node cascode. Com que la càrrega capacitiva està connectada als nodes de sortida, el seu valor afecta la ubicació del pol dominant. Aquesta figura mostra com la càrrega capacitiva afecta la ubicació del pol dominant {\textstyle (\omega _{1})} i estabilitat. L'augment de la càrrega capacitiva mou el pol dominant cap a l'origen, i des de la unitat guanya la freqüència {\displaystyle (\omega _{\text{unity}})} és {\displaystyle A_{v}} (guany de l'amplificador) vegades {\textstyle \omega _{1},} també es mou cap a l'origen. Per tant, la PM augmenta, la qual cosa millora l'estabilitat. Per tant, si assegurem l'estabilitat d'un circuit per a una càrrega capacitiva mínima, es manté estable per a valors de càrrega més grans. Per aconseguir més de 60 graus PM, el pol no dominant {\textstyle (\omega _{2})} ha de ser més gran que {\displaystyle 1.7\,\omega _{\text{unity}}.}

## Amplificadors multietapa

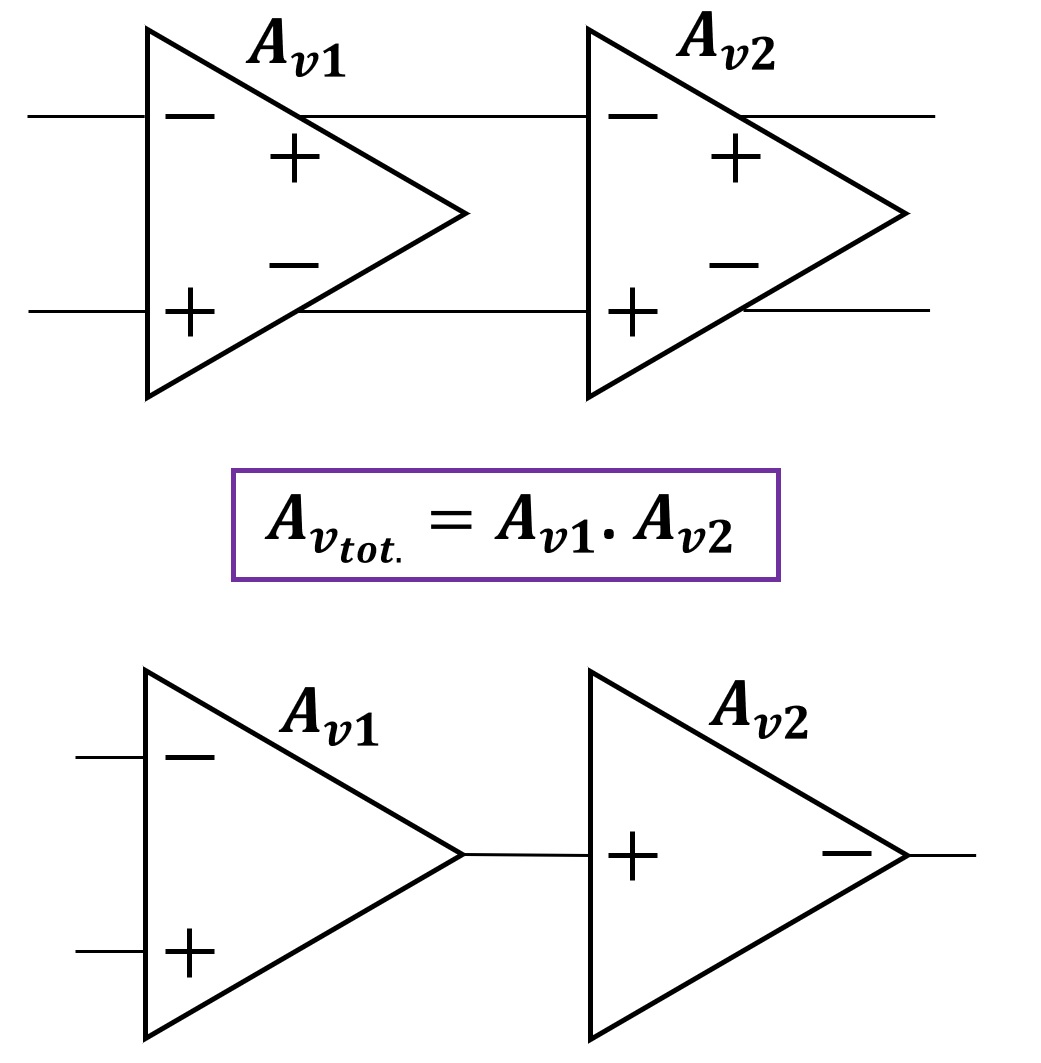
Diagrama de blocs d'amplificadors de dues etapes totalment diferencials i d'un sol extrem

En algunes aplicacions, com ara filtres o integradors de condensadors commutats, i diferents tipus de convertidors analògic-digitals, amb un guany elevat (70-80 dB) és necessari, i aconseguir el guany requerit de vegades és impossible amb amplificadors d'una sola etapa. Això és més greu en les tecnologies CMOS modernes, els transistors tenen una resistència de sortida més petita a causa de la longitud del canal més curta. Per aconseguir un gran guany així com un swing d'alta sortida, s'han inventat amplificadors de diverses etapes. Per implementar un amplificador de dues etapes, es pot utilitzar l'amplificador FC com a primera etapa i un amplificador de font comú com a segona etapa. A més, per implementar un amplificador de quatre etapes, es poden connectar en cascada 3 amplificadors de fonts comuns amb l'amplificador FC. Cal esmentar que per conduir grans càrregues capacitives o petites càrregues resistives, l'etapa de sortida hauria de ser de classe AB. Per exemple, l'amplificador de font comú amb comportament de classe d'aplificadors de potència AB es pot utilitzar com a etapa final en un amplificador de tres etapes no només per millorar la capacitat de la unitat, sinó també per guanyar. L'amplificador de classe AB es pot utilitzar com a controlador de columna a les LCD.